# Газы в грунтах
Газы в грунтах — характерная часть грунта, представленная различными газообразными веществами, содержащимися в порах, трещинах и др. пустотах грунта и влияющая на его состояние и свойства.

## Происхождение газов в грунтах
Газы в грунтах по генезису могут быть природными и антропогенными (техногенными).
Среди природных газов выделяется три генетических типа — геологического, атмосферного и биологического происхождения. Газы первой группы образуются за счет собственно геологических процессов (экзогенных и эндогенных); второй — в основном за счет газообмена с атмосферой; третьей — за счет жизнедеятельности организмов в грунтах.
Среди природных газов геологического происхождению выделяются следующие четыре генетические группы: вулканические, катагенетические, метаморфические и радиогенные. Вулканические газы поступают вместе с магмой из глубоких недр Земли, связаны с дегазацией мантии и выделяются в атмосферу. Они состоят из паров воды (до 90-95 %), а также CO2, H2, SO2, H2S, HCl, HF, в виде примесей в них содержатся CO, N2, NH3, Ar, He и органические соединения. Газы катагенетические возникают в зоне катагенеза горных пород в результате преобразования органического вещества. К ним относится газовыделение метана в горные выработки, сопровождающее добычу угля. В осадочной толще катагенетические газы или образуют скопления (в районах нефтяных, газовых и каменноугольных месторождений), или рассеяны в породах. Метаморфические газы образуются на последующих (вслед за катагенезом) стадиях метаморфизма горных пород вплоть до их расплавления, при котором выделяются так называемые газы возрождения. Радиогенные газы представлены благородными газами (гелий, ксенон, аргон, радон и др.) и являются продуктами распада естественных радиоактивных элементов (урана, тория, калия) в недрах планеты.
Газы атмосферного происхождения содержатся в основном в почвах и грунтах зоны аэрации. Их состав весьма близок к атмосферному воздуху, но более богат СО2 и обеднен О2.
Биогенные газы формируются в грунтах за счет жизнедеятельности в них различных организмов от одноклеточных бактерий до высших растений и животных. Они представлены метаном CH4, а также СО2, H2S, H2 и др.
Среди техногенных газов в грунтах наблюдается наибольшее разнообразие. Источниками их возникновения в грунтах являются различные виды хозяйственной деятельности человека. Наибольшее количество техногенных газов образуется на урбанизированных территориях, за счет газогенерирующих свалок отходов и т. п. Многие из них являются токсичными.

## Показатели
Количественное содержание газов оценивается показателями газоносности.

## Состояние газов в грунтах
Газы в порах грунтов могут находиться в свободном, адсорбированном, защемлённом и растворенном состоянии. Свободные газы содержатся в сообщающихся порах грунта, их количество зависит от открытой пористости грунта и степени его водонасыщения Sr. Адсорбированные газы удерживаются на поверхности грунтовых частиц под действием сил притяжения. При одновременном избыточном увлажнении грунта снизу и сверху на отдельных его участках газы могут оказаться в замкнутом состоянии (защемлённые газы).
Состояние газов в грунтах криолитозоны отличается от аналогичных талых или немерзлых грунтов. В мерзлых грунтах возможно образование газовых гидратов, в пределах которых аккумулируется наибольшее количество газа.